# Элара (царь)
Элара или Эллалан (синг. එළාර, там. எல்லாளன்) — царь Анурадхапуры, из тамильской династии Чола. Пришёл к власти в результате военного переворота. Традиционно представляется, как справедливый правитель. Так, например, в сингальской книге Махавамса сказано: «был справедлив по отношению, как к друзьям, так и к врагам», в качестве примера указывается то, как он приказал казнить родного сына за то, что тот случайно переехал на телеге телёнка.
Хотя он и является человеком, насильно захватившим власть, его считают одним из самых мудрых и справедливых монархов Шри-Ланки, на чём делается акцент во всё той же книге Махавамса. Согласно ей, даже его заклятый враг, Дутугемуну, видел в Эларе человека справедливого и авторитетного, и после смерти последнего приказал построить тому памятник — ступу Дакхина (англ.).

## Рождение
Элара описывается в книге Махавамса, как «благородного происхождения [...], который прибыл сюда [в Анурадхапуру] из страны Чола, чтобы захватить королевство». О жизни Элара до прихода к власти мало, что известно, но мы знаем происхождение Элара — «из гордого племени Уджу». Однако, точно ясно то, что в 205 году до н. э. Элара начал захват Раджарата, на севере Шри-Ланки, где он также победил армию Аселы (англ.), что поспособствовало утверждению Элара, как правителя Анурадхапуры.

## Правление
Впрочем, о самом правлении Элара известно не многое. Кроме того, информация из одного источника противоречит показаниям из другого. Так, например, палийские текста утверждают, что Элара был обращён в буддизм. В противовес этому, сингальская книга «Махавамса» гласит, что за всю жизнь Элара не отказался от своей изначальной веры, шиваизма (направление индуизма), хоть буддисты и поддерживали его правление.

### Ману Нидхи Чолан
За справедливое правление Элара получил имя «Ману Нидхи Чолан», что значит «Чола, следующий законам Ману». О событии, которое дало повод его так называть, рассказывает легенда:
В ходе правления Элара приказал поставить рядом со своей кроватью колокольчик на длинной верёвке, чтобы те, кто требовал суда, могли позвонить в этот самый колокольчик. Однажды Ведивиданган, сын Элара, направлялся на телеге к Тисса Вева (англ.), и случайно он переехал телёнка, лежавшего на дороге с коровой. Тогда корова позвонила в колокольчик, и Элара приказал переехать сына на той же телеге. Был и другой случай — змея съела на пальмовом дереве птенца. Тогда мать-птица позвонила в колокольчик, и Элара приказал разрезать змею, из тела которой достали уже молодую птицу. Животными дело не ограничивается — одна старуха решила посушить рис на солнце, но полил дождь. Тогда она позвонила в колокольчик, и Элара приказал богам сделать так, чтобы дождь лил в положенное время. И с этого момента, как гласит книга Махавамса, дождь шёл только раз в неделю, и только ночью.

## Смерть
Правление Элара было стабильным, но, несмотря на это, появился претендент на трон короля Анурадхапуры в лице Дутугемуну, сингальского принца королевства Рухуна (англ.). Дутугемуну к концу правления Элара уже захватил контроль над югом Шри-Ланки, убив собственного брата Саддха Тисса (англ.). После этого Элара вступил в конкуренцию с Дутугемуну. Битва между монархами произошла, когда Эларе было около семидесяти лет.
За день до сражения, вечером, оба правителя созвали своих советников. Согласно книге Махавамса, Элара спросил своих советников: «Этот царь [Дутугемуну] воин, и многие воины [следуют за ним]. Что думают советники, что нам делать?», на что советники ответили: «Завтра мы дадим бой». Дутугемуну в качестве советника выбрал свою мать, по чьему совету он собрал тридцать два отряда. В ходе сражения армия Элара была разбита, а он сам сбежал с поля боя, на что Дутугемуну сказал: «Никто, кроме меня, не убьёт Элара», после чего начал погоню. Последний бой Элара случился у южных ворот города Анурадхапура. Элара метнул дротик в Дутугемуну, но тот уклонился; слон Дутугемуну ранил слона Элары своими клыками. После этого Дутугемуну метнул дротик в Элара, и последний упал вместе со своим слоном.
Так Дутугемуну стал новым королём Анурадхапуры. На месте, где Элара был убит, Дутугемуну приказал построить ступу Дакхина (англ.). Однако, в начале XX века появилась версия, согласно которой сооружение посвящено самому Дутугемуну, а вовсе не Элару. Предположение сделал шотландский архитектор Джеймс Фергюссон (англ.), изучавший историю Индии.

## В культуре
Упоминается в эпосе Шилаппадикарам и тамильском поэтическом писании Перия-пуранам. Благодаря своему характеру, имя Элара стало нарицательным для справедливого человека.
Северная база военно-морских сил Шри-Ланки носит название SLNS «Elara». 
В 2007 году террористическая организация Тигры освобождения Тамил-Илама совершила нападение (там.) на базу ВВС Шри-Ланки в Анурадхапуре, операция носила название «Ellaalan» (на тамильском имя правителя звучит, как Эллалан; на сингальском, как Элара).